# Amagá
Amagá è un comune della Colombia facente parte del dipartimento di Antioquia.
Il centro abitato venne fondato da Miguel e Ignacio Pérez De la Calle nel 1788, mentre l'istituzione del comune è del 1812.